# Hans Schwartz
Hans Schwartz (1º marzo 1913 – 31 maggio 1991) è stato un calciatore tedesco, di ruolo difensore.